# Con los ojos cerrados (canción)
«Con los ojos cerrados» es una exitosa canción pop escrita e interpretada por la cantante mexicana Gloria Trevi. Fue lanzado como primer sencillo de su tercer álbum de estudio Me siento tan sola, lanzado en abril del año 1992.

## Antecedentes y significado
Se convirtió en el mayor éxito del disco y dominó las listas de radio en México por ocho semanas consecutivas mientras que en Latinoamérica fue el primer lugar en más de diez países en el Hit Parade ayudando aún más la comercialización del disco.[cita requerida]. 
La letra describe la historia de una mujer que, a pesar de las advertencias de su entorno sobre su pareja, decide creer y confiar ciegamente en él.

## Otras versiones
La canción se encuentra en varias versiones de álbumes de la cantante:
1. Cántalo tú mismo (1993) Versión original de karaoke
2. ¡De pelos! Lo mejor de la Trevi (1997) Versión remix para radio (×2)
3. No soy monedita de oro (1999) Versión remix[5]
4. La trayectoria (2006) Versión en vivo[6]